# Round Top, Texas
Round Top là một thị trấn thuộc quận Fayette, tiểu bang Texas, Hoa Kỳ. Năm 2010, dân số của thị trấn này là 90 người.

## Dân số
- Dân số năm 2000: 77 người.
- Dân số năm 2010: 90 người.